# 비틀쥬스 비틀쥬스
《비틀쥬스 비틀쥬스》(영어: Beetlejuice Beetlejuice)는 2024년 개봉한 미국의 판타지 공포 코미디 영화이다. 1988년 영화 《비틀쥬스》의 속편이며, 전편에 이어 팀 버튼이 감독을 맡았다. 2024년 베네치아 영화제 개막작이다.

## 출연진
- 마이클 키턴 - 비틀쥬스
- 위노나 라이더 - 리디아 디츠
- 캐서린 오하라 - 델리아 디츠
- 제나 오르테가 - 아스트리드 디츠
- 저스틴 서로 - 로리
- 모니카 벨루치 - 델로레스
- 윌럼 더포 - 울프 잭슨
- 번 고먼 - 데이미언 신부
- 밥 - 슈링커

## 줄거리
올해 53세인 위노나 라이더는 극중 중년의 리디아로 나온다. 리디아는 죽은 사람과 소통하는 능력으로 귀신이 씌인 집이나 공간을 돌아다니며 진행되는 TV 쇼를 진행하는 유명인이 되었다.
남편을 일찍 여읜 리디아는 어린 시절의 자기가 그랬듯, 말을 좀처럼 듣지않는 딸 아스트리드(제나 오르테가)와 티격태격하며 살아간다.
리디아의 아버지가 비행기 사고로 바다에 추락하여 세상을 떠나며, 어머니 딜리아(캐서린 오하라)를 비롯한 가족들이 그의 장례식을 치르려고 옛집에 모이면서 이야기가 펼쳐진다.
아스트리드가 그녀를 이용하려는 유령의 꾀임에 넘어가 사후 세계로 가버리자 리디아가 어린 시절 자신에게 청혼했던 악령 비틀쥬스(마이클 키턴)에게 도움을 청하게되면서 또 다시 한 번 소동이 벌어지며 이야기가 전개된다.

## 기타
- 한국에서는 시리즈 사상 최초로 극장에서 개봉하게 된다. 왜냐하면 1편은 극장 개봉을 하지않고 비디오 시장으로 직행했기 때문.
- 전작과는 달리 12세 관람가이다. 미국에서도 PG-13 등급을 받았다.